# المؤتمر الوزراي لمنظمة التجارة العالمية في 2009
في 26 مايو 2009، وافق المجلس العام لمنظمة التجارة العالمية لعقد جلسة مؤتمر منظمة التجارة العالمية الوزاري السابع في جنيف من 30 نوفمبر - 3 ديسمبر 2009. وقال بيان للرئيس السفير. ماريو ماتوس اعترف أن الغرض الرئيسي هو تصحيح خرقاً للبروتوكول تطلب اجتماعين في السنة «العادية»، والذي كان قد انقضى مع فشل جولة الدوحة في عام 2005، وأن الاجتماع «تحجيم» لن يكون جلسة تفاوض، ولكن «سوف يكون التركيز على الشفافية ومناقشة مفتوحة بدلاً من التركيز على عمليات المجموعة الصغيرة والهياكل المفاوضات غير الرسمية». موضوع عام للمناقشة هو «منظمة التجارة العالمية والنظام التجاري المتعدد الأطراف والبيئة الاقتصادية العالمية الحالية»